# Katholiek Documentatie Centrum
Het Katholiek Documentatie Centrum (KDC) in Nijmegen, in de Nederlandse provincie Gelderland, is een door de Katholieke Universiteit Nijmegen, thans Radboud Universiteit, in 1969 opgericht onderzoekscentrum. De instelling verzamelt, bewaart en ontsluit belangrijke archieven, documenten en religieus erfgoed over het katholiek leven in Nederland vanaf het begin van de negentiende eeuw. 

## Collectie
De archieven zijn afkomstig van katholieke instellingen (scholen, vormingsbewegingen, vakbeweging, studentenverenigingen) en van particulieren. Kerkelijke archieven en archieven van kloosterorden zijn niet aanwezig op het KDC. Deze archieven worden onder andere bewaard bij de  bisdommen en bij het Erfgoedcentrum Nederlands Kloosterleven. Naast het archief beschikt het KDC over een bibliotheek en een afdeling Beeld en Geluid. In Vlaanderen bestaat een gelijkaardige instelling: KADOC. Aan de Vrije Universiteit Amsterdam heeft het Historisch Documentatiecentrum voor het Nederlands Protestantisme (1800-heden) een vergelijkbare functie.
De eerste directeur was dr. Jan Roes (1939-2003). Hij werd in 2005 opgevolgd door dr. Lodewijk Winkeler die in 2016 werd opgevolgd door dr. Hans Krabbendam.
Het initiatief voor de oprichting van het KDC werd in 1967 genomen door de Nijmeegse hoogleraar Nieuwste Geschiedenis dr. A.F. Manning (1929-1991).
Eind 2022 is het KDC verbouwd, waardoor de leeszaal werd verdubbeld in omvang. Het aantal bezoekers dat na de verbouwing gelijktijdig kan worden ontvangen is gestegen van 12 naar 24.
Het KDC geeft 2 x per jaar het tijdschrift Impressie uit. Dit bevat voor het merendeel artikelen, gewijd aan of gebaseerd op archivalia, aanwezig in het KDC.